# Velika Plana (Gospić)
Velika Plana falu Horvátországban Lika-Zengg megyében. Közigazgatásilag Gospićhoz tartozik.

## Fekvése
Gospićtól légvonalban 22 km-re közúton 27 km-re északnyugatra fekszik.

## Története
1527-ben a vidék több mint százötven évre török megszállás alá került, lakossága elmenekült. 1689-ben a terület felszabadult a török uralom alól és a szabaddá vált területre katolikus horvátok települtek, akik eredetileg a likai határőrezredhez, 1765-től az otocsáni ezredhez tartoztak. A katonai határőrvidék megszüntetése után 1873-ban a települést integrálták a polgári közigazgatásba. A falunak 1857-ben 982, 1910-ben 530 lakosa volt. A trianoni békeszerződés előtt Lika-Korbava vármegye Perušići járásához tartozott. Ezt követően előbb a Szerb-Horvát-Szlovén Királyság, majd Jugoszlávia része lett. 1991-ben lakosságának 99 százaléka horvát volt. 1991-ben a független Horvátország része lett. A falunak 2011-ben 53 lakosa volt.

## Lakosság
| Lakosság változása | Lakosság változása | Lakosság változása | Lakosság változása | Lakosság változása | Lakosság változása | Lakosság változása | Lakosság változása | Lakosság változása | Lakosság változása | Lakosság változása | Lakosság változása | Lakosság változása | Lakosság változása | Lakosság változása | Lakosság változása |
| ------------------ | ------------------ | ------------------ | ------------------ | ------------------ | ------------------ | ------------------ | ------------------ | ------------------ | ------------------ | ------------------ | ------------------ | ------------------ | ------------------ | ------------------ | ------------------ |
| 1857               | 1869               | 1880               | 1890               | 1900               | 1910               | 1921               | 1931               | 1948               | 1953               | 1961               | 1971               | 1981               | 1991               | 2001               | 2011               |
| 982                | 0                  | 0                  | 434                | 480                | 530                | 424                | 458                | 541                | 503                | 449                | 350                | 207                | 134                | 59                 | 53                 |

(Az 1857-es adat Vaganac lakosságának egy részét is tartalmazza, 1869-ben és 1880-ban népességét Donje Pazarištéhez és Vaganachoz számították.)